# عبد العزيز القوصي
عبد العزيز حامد القوصي (1906 - 27 أبريل 1992) عالم نفس مصري، لُقّب بعميد علم النفس العربي. حاصل على جائزة الدولة التقديرية، ومندوب مصر في اليونسكو، وعضو في الكثير من المجالس القومية المتخصصة، ومنشئ العديد من مجالات التعليم العليا الأكاديمية والتربية النموذجية.

## النشأة والدراسة
ينحدر الدكتور القوصي من أسرة عريقة، والده الشيخ حامد القوصي، وكان معلمًا بأسيوط في مدرسة الجمعية الخيرية الإسلامية، وأخوته عبد الرشيد القوصي كبير الخطاطين بجامعة عين شمس، وعبد الحميد مدرس بإحدى المدارس الثانوية بالقاهرة، والمهندس محمود رئيس المنطقة الوسطى للسكك الحديدية، والدكتور محمد رئيس قسم الجراحة بالقصر العيني، وأعمامه الشيخ أحمد القوصي الزجال الكبير، والشيخ محمود القوصي رئيس محكمة مصر العليا، وعضو هيئة كبار العلماء، وعضو البرلمان عن دائرة قوص.
ولد في 1906، ونشأ في قوص، أتم حفظ القرآن الكريم، واتجه إلى أسيوط، وأكمل تعليمه الابتدائي في مدرسة الجمعية الإسلامية، ثم مدرسة أسيوط الثانوية، وانتقل إلى القاهرة، وكان أول فرقته في مدرسة المعلمين العليا عام 1928، فأوفدته وزارة المعارف إلى بعثة في إنجلترا، وكانت رحلته من قوص إلى أسيوط إلى القاهرة والإسكندرية إلى جامعة برمنغهام في لندن، وحصل على بكالوريوس علم النفس بجامعة برمنغهام عام 1932، ثم ماجستير علم النفس من جامعة علم النفس من جامعة برمنغهام، ثم دكتوراه فلسفة علم النفس من لندن عام 1934، ثم زميل جمعية علم النفس البريطانية عام 1934.
حصل الدكتور القوصي على درجة الدكتوراه في علم النفس التربوي عام 1933 وقد توصل في رسالته للدكتوراه إلى اكتشاف علمي سيكولوجي نشرته له جامعة أدنبره عام 1934 وأطلق على هذا الكشف اسم عامل إدراك المكان ويعرف باسم القوصي في جميع أنحاء العالم من ذلك التاريخ، يرمز لها عالميًا بحرف K إشارة إلى اسمه. وكان لهذا الكشف آثار وضحت في جهود علماء النفس ببريطانيا مثل «طومسون» والولايات المتحدة الأمريكية مثل «ثرستون»، حيث تابع العلماء طريقه وبدؤوا من حيث انتهى.
وفي ضوء هذا الاكتشاف قامت الهيئة القومية البريطانية بتصميم الاختبارات النفسية لتصور العلاقات المكانية، كما قام عالم النفس البريطاني «قيرنون» بتصميم عدد من الاختبارات على أساس اكتشاف القوصي، استخدمت هذه الاختبارات في عملية الاختبار، والتوجه المهني للمهندسين، والفنيين بالقوات المسلحة البريطانية خلال الحرب العالمية الثانية.

## نظريته حول تكوين بناء القدرات العقلية
توصل القوصي إلى نظرية حول تكوين بناء القدرات العقلية على أساس ثلاثة أبعاد هي:
- المضمون الأساسي
- الوظيفة
- الشكل

وأطلق عليها اسم نظرية الأبعاد الثلاثة. وعرض القوصي هذه النظرية على مؤتمر عالمي لأسلوب التحليل العاملي في باريس عام 1955. وحضر هذا المؤتمر مع القوصي أعلام علم النفس في العالم مثل جيلفورد وثرستون، وشهد له الجميع بالتميز العلمي والقدرة على التنظير.

## مكانته العلمية
تتلمذ على يد القوصي عدد من علماء النفس البارزين في كل من إنجلترا، وسويسرا، والسويد.
أما في مصر فقد كان القوصي رائدا لمدرسة مصرية في علم النفس. وتابع تلاميذه العمل العلمي في مجال دراسة القدرات العقلية والدراسات النفسية التي تعتمد على الإحصاء التجريبي. من بينهم الأستاذ الدكتور فؤاد البهي السيد، والدكتور أحمد زكي صالح، والدكتور عزت سلامة، والدكتور محمد عبد السلام.
وقد تم دعوة القوصي إلى العديد من المناسبات، منها:
- دعوته إلى عدد كبير من المؤتمرات العالمية لعرض اكتشافه أمام علماء النفس في مجال اكتشاف القدرات الإنسانية.
- دعوته لإلقاء بحوث عديدة في المؤتمرات الدولية المهتمة بشئون التخطيط للتربية، والتعليم للصغار وللكبار.
- دعوته للإسهام في رسم سياسة التعليم في عدد كبير من البلاد الأوروبية والعربية.
- دعوته للإشراف على رسائل الدكتوراه أو مناقشاتها في عدد كبير من البلاد الأوروبية والعربية.
- دعوته لعضوية عدد كبير من الهيئات الدولية المهتمة بشئون التربية والثقافة.

كما أن للقوصي عضويات في مجلس تحرير عدد كبير من المجلات الدولية المتخصصة في علم النفس. وكثيرًا ما يستشهد باكتشافاته في بعض البحوث النفسية في أنحاء العالم.
أما في مصر فكل أساتذة علم النفس والتربية يدينون له بالكثير من الفضل، وخاصة خلال فترة عمادته لكلية التربية بجامعة عين شمس، وتأسيسه للعيادة النفسية بها.
والقوصي أول من أدخل إلى اللغة العربية اصطلاح «الصحة النفسية»، وألّف أول كتاب لها، لا يزال يعتبر مرجعًا أساسيًا، وهو كتاب «أسس الصحة النفسي»، والذي ترجم إلى العديد من لغات العالم، والذي يعتمد على كل من التأصيل النظري، والخبرة الواقعية العملية، في العيادة النفسية.

## مؤلفاته
- أسسُ الصِّحةِ النَّفسيَّةِ. ويُعَدُّ من أنفسِ كُتُبِهِ.